# Banyutus feai
Banyutus feai är en insektsart som först beskrevs av Luisa Eugenia Navas 1915.  Banyutus feai ingår i släktet Banyutus och familjen myrlejonsländor. Inga underarter finns listade i Catalogue of Life.